# Малахово (Косихинский район)
Мала́хово — село в Косихинском районе Алтайского края, Россия. Административный центр Малаховского сельсовета.

## География
По территории села, носящей типично равнинный характер, протекает река Лосиха, правый приток Оби. В Малахово есть озера и запруды. Село расположено на Бийско-Чумышcкой возвышенности.
Расстояние до
- районного центра Косиха12 км.
- до областного центра Барнаул 42 км[4].

Ближайшие населенные пункты
Восход 2 км, Пустынь 5 км, Украинский 6 км, Луговое 7 км, Жилино 8 км.
Климат
В районе села преобладает резко континентальный климат. Зимы холодные, лето жаркое, часто засушливое. Рекордные температуры зимой — 52°С, летом +38°С.
Транспорт
Имеется подъездная дорога к селу от федеральной трассы Р-256 «Чуйский тракт» Новосибирск – Барнаул – Горно-Алтайск – граница с Монголией (через посёлок Украинский). Ближайшая железнодорожная станция находится в Баюново (10 км к юго-западу от села). 

## Население
| 1997 | 1998 | 1999 | 2000 | 2001 | 2002 | 2003 |
| ---- | ---- | ---- | ---- | ---- | ---- | ---- |
| 780  | ↘751 | ↗771 | ↘751 | ↘740 | ↗768 | ↗783 |
| 2004 | 2005 | 2006 | 2007 | 2008 | 2009 | 2010 |
| ↘782 | ↗785 | ↘774 | ↘771 | ↘749 | →749 | ↘701 |
| 2011 | 2012 | 2013 | 2014 | 2015 | 2016 | 2017 |
| ↘700 | ↗723 | ↗750 | ↘739 | ↘684 | ↘675 | ↗684 |
| 2018 | 2019 | 2020 | 2021 |      |      |      |
| ↗689 | ↘678 | ↘656 | ↘648 |      |      |      |

В селе Малахово родился и вырос Почетный гражданин Алтайского края, Герой Социалистического Труда Владимир Степанович Камышников. После Великой Отечественной войны жил и трудился в селе Жилино, затем 3 года работал директором школы, впоследствии работал на должности председателя правления колхоза.

## История
Датой возникновения села принято считать 1760 год, именно тогда оно встречается в «Списке населенных мест Сибирского края».
Упоминания об этом селе встречаются на год раньше в 1759 году, в Списке Белоярской земской избы.

## Инфраструктура
Имеются школа (открыта после капитального ремонта в 2018 году), детский сад «Теремок», спортивный и игровой комплексы, обновлённый Дом культуры, почта, библиотека, работают фермерские хозяйства и индивидуальные предприниматели ООО «Малаховское», АПК «Союз».